# Jedle posvátná
Jedle posvátná (Abies religiosa) je stálezelený jehličnatý strom z podčeledi jedlové, rod jedle, původem z Mexika a Guatemaly.

## Synonyma
- Abies religiosa varieta colimensis,
- Abies religiosa varieta perotensis,
- Abies religiosa varieta lindleyana,
- Abies religiosa varieta glaucescens,
- Abies religiosa varieta hirtella,
- Abies hirtella,
- Abies glaucescens,
- Abies colimensis,
- Pinus religiosa,
- Pinus hirtella,
- Picea religiosa,
- Picea hirtella,
- Picea glaucescens.

## Popis
Stálezelený, jehličnatý, rychle rostoucí (více než 30 cm za rok, více než 4,5 m za 10 let) strom, dorůstající 60 m, s průměrem kmene 2 m. Kmen jednotlivý, rovný a okrouhlý. Koruna pyramidální či kuželovitá. Větve prvního řádu dlouhé, štíhlé, zpočátku stoupající, později vodorovné až klesající. Borka zpočátku hladká a šedobílá, později hluboce rozpraskaná do malých plátů a šedohnědá. Letorosty červenohnědopurpurové, nepravidelně rýhované, někdy mírně chlupaté. Pupeny krátce válcovité, pryskyřičnaté. Jehlice spirálovitě uspořádané, 1-3,5 cm dlouhé a 1,2-1,6 mm široké a 0,5 mm vysoké; seshora leskle tmavozelené, vespod světle zelené se dvěma průduchovými bílými proužky; se 2 okrajovými pryskyřičnými kanálky; na špičce ostré. Samčí šištice postranní, mírně visící, 10-15 mm dlouhé, s červenými mikrosporofyly. Šišky (samičí šištice nesoucí semena) podlouhle vejčité až válcovité, na krátké stopce, 8-16 cm dlouhé a 4-6 cm široké, zpočátku fialovomodré s žlutými podpůrnými šupinami, později dozráváním purpurovohnědé s hnědými, zužujícími se, 3 cm dlouhými a vyčnívajícími podpůrnými šupinami; s neopadavými, tmavohnědými vřeteny (Rhachis = hlavní stonek květenství) a klínovitými a hladkými, uprostřed šišky 3 cm dlouhými a 3 cm širokými, semennými šupinami. Semena 10 mm dlouhá, 5 mm široká, hnědá, s klínovitým, 10-15 mm dlouhým, hnědým křídlem. Semena dozrávají říjen-listopad.

## Výskyt
Domovem stromu je: Guatemala; Mexiko (státy Chiapas, Guanajuato, Guerrero, Hidalgo, Jalisco, México, Michoacán, Morelos, Nuevo León, Oaxaca, Puebla, Querétaro, San Luis Potosí, Sinaloa, Tabasco, Tlaxcala, Veracruz a město Mexiko).

## Ekologie
Vysokohorský strom, roste v nadmořských výškách 1200-4100 m v dobře odvodňovaných, vlhkých horských půdách vulkanického původu, nejlépe se mu daří v půdě těžké a jílovité. Klima studené, blízko pobřeží vlhké oceánské, směrem do vnitrozemí studenější s větším množstvím sněhu a velkým množstvím srážek. Nenáročný na světlo. pH půdy kolem 5 (půda kyselá). Mrazuvzdorný do −12 °C. Nesnáší znečištění ovzduší (úhyn lesů, tvořených mimo jiné tímto stromem, ve znečištěném ovzduší u Mexico City). Strom dokáže růst i v horších světelných podmínkách. Jedle posvátná tvoří monokulturní lesy či roste dohromady ve smíšených lesích se stromy: borovicí Montezumovou Pinus montezumae, douglaskou tisolistou sivou Pseudotsuga menziesii varieta glauca, borovicí Pinus hartwegii, olší Alnus acuminata, střemchou pozdní Prunus serotina a dalšími, a keři: keře z rodů brusnice Vaccinium, kyhanka Andromeda, meruzalka Ribes a fuchsie Fuchsia.
Jedle posvátná má v přírodě velmi neobyčejný ekologický význam, slouží k zimnímu spánku (hibernace) mnoha milionů jedinců motýla monarchy stěhovavého Danaus plexippus.

## Choroby a nepřátelé
Jehlicemi stromu se živí, a při přemnožení strom ohrožují, někteří motýli například Evita hyalinaria; z parazitických rostlin stromu škodí například Arceuthobium abietis-religiosae; z houbových chorob například kořenovník vrstevnatý (Heterobasidion annosum) a jiné.

## Využití člověkem
V Guatemale a Mexiku slouží jako zdroj dřeva, používaného na lehké vnitřní konstrukce a v tesařství.

## Ohrožení
Strom není ohrožen, nicméně jeho populace je klesající. Kácení mělo s velkou pravděpodobností vliv na populaci stromu v některých oblastech výskytu, stejně jako odlesňování v Guatemale a v jižním Mexiku.
Masové kácení tohoto stromu je nepravděpodobné, protože tento strom má tradiční náboženský význam pro domorodé Američany (Indiány). Při christianizaci a hispanizaci místních obyvatel byly tyto tradice zahrnuty do nových režimů uctívání a v době náboženských festivalů jsou kostely zdobeny větévkami tohoto stromu. Části populace stromu jsou chráněny v chráněných oblastech (například národní parky), většina populace jedle posvátné je nicméně mimo chráněná území. I v chráněných oblastech ovšem dochází k nezákonnému kácení, což představuje problém pro tento strom, i živočichy, na něm závislé.